# Gallirallus roletti
Gallirallus roletti é uma espécie extinta de ave incapaz de voar da família dos ralídeos encontrada na ilha de Tahuata, nas Ilhas Marquesas. É conhecida apenas a partir de subfósseis.

## Descoberta
A espécie foi descrita em 2007 a partir de ossos subfósseis recolhidos em 1984 e 1985 por Barry Rolett no sítio arqueológico Hanamiaino na ilha de Tahuata, nas Ilhas Marquesas na Polinésia Francesa. Estima-se que a datação do local é de cerca de mil anos atrás, a partir do início do período de colonização humana da ilha.